# Vientiane

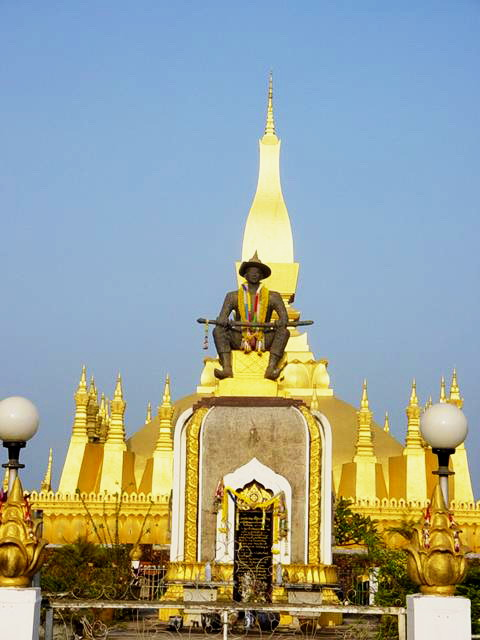
Templet Pha That Luang.

Vientiane (lao: ວຽງຈັນ, Viangchan) är huvudstaden, och också den största staden i Laos. Den ligger på Mekongflodens norra strand på gränsen mot Thailand. Vientiane är det franska skrivsättet för stadens namn, som även kan transkriberas (till exempel på engelska) Vieng Chan. Staden har cirka 570 000 invånare (2005), med totalt 695 473 invånare (2005) i hela kommunen på en yta av 3 920 km². Sydostasiatiska spelen hölls i staden 2009.

## Historia
Staden var från början en khmerby som växte runt ett hindutempel. Under 1000-talet och 1100-talet kom laoserna och thaierna till området. De övertog kontrollen över staden från khmererna. Senare etablerade kung Setthathirath Vientiane till huvudstad över Lan Xang år 1560. När sedan Lan Xang föll samman under 1707 blev det ett självständigt kungadöme. Staden kom att bli erövrad och ockuperad flera gånger av burmeser, kineser och thailändare. År 1779 erövrades staden av den siamesiske generalen Phraya Chakri och den blev en vasallstat till Siam. Under en straffexpedition 1828 jämnades staden med marken av Siam och kvarvarande befolkning fördes bort. När franska upptäcktsresande anlände 1876 var staden övervuxen av djungel. När Frankrike fick kontrollen över Laos blev Vientiane åter huvudstad 1889. Nuvarande vägnät och villor anlades av fransmännen under första halvan av 1900-talet.

## Geografi och klimat
Vientiane är beläget vid Mekongfloden, vid gränsen mot Thailand.
Klimatet präglas av regnperioden från maj till november och torrperioden från december till april.
Klimattabell 
|                                            | Jan  | Feb  | Mar  | Apr  | Maj   | Jun   | Jul   | Aug   | Sep   | Okt  | Nov  | Dec  |
| ------------------------------------------ | ---- | ---- | ---- | ---- | ----- | ----- | ----- | ----- | ----- | ---- | ---- | ---- |
| Normaldygnets maximitemperaturs medelvärde | 28,4 | 30,3 | 33,0 | 34,3 | 33,0  | 31,9  | 31,3  | 30,8  | 30,9  | 30,8 | 29,8 | 28,1 |
| Normaldygnets minimitemperaturs medelvärde | 16,4 | 18,5 | 21,5 | 23,8 | 24,6  | 24,9  | 24,7  | 24,6  | 24,1  | 22,9 | 19,3 | 16,7 |
|                                            |      |      |      |      |       |       |       |       |       |      |      |      |
| Nederbörd                                  | 7,5  | 13   | 33,7 | 84,9 | 245,8 | 279,8 | 272,3 | 334,6 | 297,3 | 78,0 | 11,1 | 2,5  |

| Diagram | temperaturer i °C • månadsnederbörd i mm | temperaturer i °C • månadsnederbörd i mm | temperaturer i °C • månadsnederbörd i mm | temperaturer i °C • månadsnederbörd i mm | temperaturer i °C • månadsnederbörd i mm | temperaturer i °C • månadsnederbörd i mm | temperaturer i °C • månadsnederbörd i mm | temperaturer i °C • månadsnederbörd i mm | temperaturer i °C • månadsnederbörd i mm | temperaturer i °C • månadsnederbörd i mm | temperaturer i °C • månadsnederbörd i mm | temperaturer i °C • månadsnederbörd i mm |
|         | 8 28 16                                  | 13 30 19                                 | 34 33 22                                 | 85 34 24                                 | 246 33 25                                | 280 32 25                                | 272 31 25                                | 335 31 25                                | 297 31 24                                | 78 31 23                                 | 11 30 19                                 | 3 28 17                                  |

## Transporter
Wattay International Airport är stadens flygplats som också är bas för det statligt ägda Lao Airlines som främst flyger inrikes. Flyg till städer i andra länder finns bland annat till Hanoi, Ho Chi Minh-staden, Bangkok och Kunming. Thai-Lao vänskapsbron är den viktigaste förbindelsen mellan Thailand och Laos och ligger 20 kilometer öster om Vientiane. Båtar som kommer från norr anländer till en pir 10 kilometer väst om centrala stadens centrum. Från söder går det inga båtar.

## Turism
Sevärdheter:
- Wat Sisaket är det äldsta klostret i Vietiane, byggt 1818. Här svor adeln trohet till kungen och senare till thailändska och franska styrande. Det innehåller många Buddhastatyer.
- Wat Simuang är det av laoiter mest välbesökta klostret.
- That Louang är en stupa och Laos mest betydelsefulla religiösa byggnad.
- Museet med Lao-konst innehåller Laos förnämsta konstsamling med flera bronsstatyer och några mindre exemplar av krukor från Krukslätten.
- Lao revolutionsmuseum innehållet propagandamaterial från det kommunistiska maktövertagandet 1975 men även en del äldre föremål.